# Arquivo Histórico de Joinville
O Arquivo Histórico de Joinville é um arquivo localizado na cidade de Joinville, Santa Catarina. Foi criado pela Lei Municipal nº 1.182, de 20 de março de 1972, com o objetivo de recolher, guardar, conservar, restaurar e preservar a documentação produzida por instituições governamentais de âmbito municipal e documentos privados de interesse público sob sua guarda, garantindo acesso às informações. De 1972 até 1986 o arquivo funcionou em uma sala da Biblioteca Pública Municipal Rolf Colin. Em 1986, a partir de convênio com o Governo da Alemanha, foi inaugurada a sede da instituição.
Tem como objetivos: recolher, guardar, conservar, restaurar e preservar a documentação produzida por instituições governamentais de âmbito municipal, bem como os documentos privados de interesse público sob sua guarda. Garante acesso público às informações nele contidas, com o objetivo de apoiar as instâncias dos poderes públicos municipais nas suas decisões político-administrativas, o cidadão na defesa de seus direitos e de incentivar a pesquisa relacionada com o desenvolvimento regional.